# Sociedad Deportiva Borja
La Sociedad Deportiva Borja es un club de fútbol español de la ciudad zaragozana de Borja, en Aragón. Fundada originalmente en 1923, actualmente compite en la Regional Preferente de Aragón.

## Historia
Inicios
Los inicios de este club de fútbol son ya casi centenarios, siendo uno de los clubes integrantes de los inicios de la Federación Aragonesa de Fútbol. Se data en 1922 el Acta de Constitución del club, según la primera acta del club fundacional, habiendo una etapa inicial de juego en el fútbol amateur, siendo el mítico Pepe Nogués uno de los jugadores de este incipiente club. En los años venideros, la sociedad se movería en el ámbito de la práctica del deporte como conjunto de aficionados. En la temporada 1945-46 el club haría su debut en categoría nacional, siendo ésta su única presencia en la Tercera División de España durante muchos años.
Historia reciente
Tras pasar por categorías regionales en las siguientes campañas, la Sociedad Deportiva Borja, vuelve a la Tercera División de España casi setenta años después, en la temporada 2012-13, situándose al final de la misma en un meritorio séptimo puesto, y habiendo estado cerca toda la campaña de los puestos clasificatorios para disputar las eliminatorias de ascenso a Segunda B. En las campañas siguientes seguiría compitiendo dentro de esos márgenes, pero sin llegar a colocarse finalmente dentro del corte de los puestos de ascenso por promoción.
En la temporada 2017-18 consigue clasificarse por primera vez en su historia para los play-off de ascenso a la Segunda División B de España al proclamarse subcampeón de su grupo. En la primera eliminatoria se deshace del Haro Deportivo, tras un 3-2 favorable a los jarreros, en un gran encuentro para los aficionados de ambos conjuntos, que decantaría inicialmente la eliminatoria para el club riojano, pero dejándola muy abierta, la cual finalmente se decantaría del otro lado, con un 3-1 en Borja para los locales, que le daría el pase a la Sociedad Deportiva Borja a la siguiente ronda. En la segunda ronda la suerte quiso que la Unión Deportiva San Fernando y la Sociedad Deportiva Borja se vieran las caras, primero en Canarias con un 1-0 favorable a los locales, y después en Borja, donde pondría fin el cuadro Borjano a su andadura en el Play-Off tras empatar a cero en un Manuel Meler lleno hasta la bandera.

## Uniforme
- Uniforme titular: Camiseta blanca, pantalón azul, medias blancas.
- Uniforme alternativo: Camiseta naranja, pantalón blanco y medias naranjas.

## Estadio
La Sociedad Deportiva Borja juega sus partidos en el campo de fútbol Manuel Meler, de titularidad municipal y superficie de césped artificial con una capacidad para 450 espectadores sentados y 1.200 en total. Lleva su nombre en honor a Manuel Meler, borjano de adopción y referente en el crecimiento del club, personalidad que además fue presidente del Real Club Deportivo Español entre 1970 y 1982, y vicepresidente de la Real Federación Española de Fútbol. Anteriormente, el terreno de juego fue de tierra o arena y posteriormente césped natural, antes del artificial.

## Datos del club
Como Club Deportivo Borja / Sociedad Deportiva Borja (1968-Act.):
- Temporadas en Tercera División: 8.
- Clasificación histórica de la Tercera División: 617º.

Como Club Deportivo Borja / Club Atlético Borja (1923-1958):
- Temporadas en Tercera División: 1.
- Clasificación histórica de la Tercera División: 1660º.

## Palmarés

### Campeonatos nacionales
- Subcampeón de la Tercera División de España (1): 2017-18 (Grupo 17).

### Campeonatos regionales
- Regional Preferente de Aragón (2): 2011-12 (Grupo 2), 2022-23 (Grupo 2).
- Primera Regional de Aragón (4): 1944-45 (Grupo 2),1977-78 (Grupo 1), 2003-04 (Grupo 3), 2009-10 (Grupo 3).
- Subcampeón de la Primera Regional de Aragón (3):  1943-44 (Grupo 1), 1993-94 (Grupo 3), 2006-07 (Grupo 3).
- Subcampeón de la Segunda Regional Preferente de Aragón (1): 1973-74.